# Tryfan und Cadfan
Die Lokomotiven Tryfan und Cadfan waren kleine Tenderlokomotiven, die 1902 und 1904 für den Moel-Tryfan-Steinbruch in Nord-Wales gebaut wurden. Die Spurweite betrug 23 Zoll (584 mm).
Die von Hunslet gebauten Lokomotiven entsprachen im Aufbau und den meisten technischen Daten der Alice Class, waren jedoch etwas schmaler und vor allem niedriger gebaut, weil sie durch einen sehr engen Tunnel fahren mussten, der die offene Grube des Steinbruchs mit den Verarbeitungswerkstätten verband. 
Zum Schutz des Fahrers hatten die Maschinen ein dem Tunnelprofil entsprechend gewölbtes Führerhausdach ohne seitliche Öffnungen. Der Führerhausboden war – verglichen mit der Alice Class – etwas abgesenkt; der Zugang erfolgte von hinten, weil im Falle einer Panne ein seitliches Aussteigen im Tunnel nicht möglich gewesen wäre. Ein Umlauf war nicht vorhanden.
Die Cadfan unterschied sich von der Tryfan darin, dass Schornstein und Führerhaus noch einmal um etwa 10 cm niedriger ausgeführt waren. Der Grund dafür ist unklar.
Zumindest die Cadfan wurde zeitweilig an einen benachbarten Steinbruch ausgeliehen, um den geförderten Schiefer an das obere Ende des Schrägaufzugs zu bringen, der die Bahnen mehrerer Steinbrüche mit der North West Narrow Gauge Railway bzw. später der Welsh Highland Railway verband. Der Moel-Tryfan-Steinbruch selbst war mit diesem Schrägaufzug über einem eigenen Schrägaufzug verbunden, der nicht von den Lokomotiven befahren werden konnte. 
Beide Lokomotiven waren 1940 noch versichert, sind jedoch schon im Februar 1941 verschrottet worden.